# Scotogramma incisa
Scotogramma incisa är en fjärilsart som beskrevs av Moore 1881. Scotogramma incisa ingår i släktet Scotogramma och familjen nattflyn. Inga underarter finns listade.